# Rima Hesiodus
La Rima Hesiodus è una struttura geologica della superficie della Luna.